# En attendant les hirondelles
Pour plus de détails, voir Fiche technique et Distribution.
En attendant les hirondelles est un film franco-germano-algérien réalisé par Karim Moussaoui, sorti en 2017’’.

## Synopsis
Aujourd'hui, en Algérie, trois histoires, trois générations. Mourad, promoteur immobilier divorcé, sent que tout lui échappe. Aïcha, une jeune fille, est tiraillée entre son désir pour Djalil et un autre destin promis. Dahman, neurologue, est soudainement rattrapé par son passé, à la veille de son mariage. Dans les remous de ces vies bousculées qui mettent chacun face à des choix décisifs, passé et présent se télescopent pour raconter l'Algérie contemporaine’.

## Fiche technique
- Titre français : En attendant les hirondelles
- Réalisation : Karim Moussaoui
- Scénario :  Karim Moussaoui et Maud Ameline
- Photographie : David Chambille
- Montage : Thomas Marchand
- Décors : Hamid Boughrara
- Costumes : Maya Benchikh
- Production : Les Films Pelléas
- Distributeur : Ad Vitam
- Vendeur international : Rotana Studios et MK2
- Pays d'origine :  Algérie -  Allemagne -  France
- Genre : drame
- Format : 1.66 - 5.1
- Durée : 113 minutes
- Date de sortie : France, 8 novembre 2017

## Distribution
- Mohamed Djouhri : Mourad
- Sonia Mekkiou : Lila
- Mehdi Ramdani : Djalil
- Hania Amar : Aïcha
- Chawki Amari : le père d'Aïcha
- Hassan Kachach : Dahman
- Nadia Kaci : la femme
- Samir El Hakim : le frère
- Aure Atika : Rasha
- Saadia Gacem : Nadjla

## Distinctions

### Récompense
- 2016 : Lauréat du prix Aide à la Création de la Fondation Gan pour le Cinéma[6].

### Sélections
- Festival de Cannes 2017: sélection Un Certain Regard.
- Journées cinématographiques de Carthage 2017: sélection officielle.